# K3-oppervlak

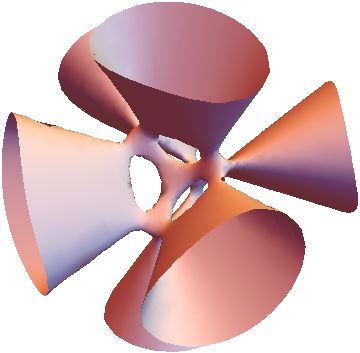
Een glad kwartvormig oppervlak in 3-ruimte. De figuur toont een deel van de reële punten (van reële dimensie 2) in een bepaald complex K3-oppervlak (van complexe dimensie 2, dus reële dimensie 4).

Een K3-oppervlak is in de algebraïsche meetkunde en de differentiaalmeetkunde, beide deelgebieden van de wiskunde, een complex of algebraïsch, glad, volledig minimaaloppervlak dat regelmatig is en een triviale kanonieke bundel heeft. Het K3-oppervlak heeft zijn naam te danken aan André Weil, ter ere van de drie meetkundigen Ernst Kummer, Erich Kähler en Kunihiko Kodaira.
In de Enriques-Kodaira-classificatie van oppervlakken vormen zij een van de 5 klassen van oppervlakken met Kodaira-dimensie 0.

## Geschiedenis
K3-oppervlakken in {\displaystyle \mathbf {P} ^{3}} werden bestudeerd door Ernst Kummer, Arthur Cayley, Friedrich Schur en andere 19e-eeuwse meetkundigen. Meer in het algemeen observeerde Federigo Enriques in 1893 dat er voor verschillende getallen g, oppervlakken van graad 2g-2 in {\displaystyle \mathbf {P} ^{g}} zijn met triviale kanonieke bundel en onregelmatigheid nul. In 1909 toonde Enriques aan dat zulke oppervlakken bestaan voor alle {\displaystyle g\geq 3}, en Francesco Severi toonde aan dat de moduliruimte van zulke oppervlakken dimensie 19 heeft voor elke g.
André Weil gaf in 1958 K3 oppervlakken hun naam en maakte verschillende invloedrijke vermoedens over hun classificatie. Kunihiko Kodaira voltooide de basistheorie rond 1960, en maakte met name de eerste systematische studie van complex analytische K3 oppervlakken die niet algebraïsch zijn. Hij toonde aan dat twee complexe analytische K3-oppervlakken deformatie-equivalent en dus diffeomorf zijn, wat zelfs nieuw was voor algebraïsche K3-oppervlakken. Een belangrijke latere vooruitgang was het bewijs van de stelling van Torelli voor complexe algebraïsche K3-oppervlakken door Ilya Piatetski-Shapiro en Igor Shafarevich (1971), uitgebreid naar complexe analytische K3-oppervlakken door Daniel Burns en Michael Rapoport (1975).